# 조연호 (1996년)
조연호(1996년 1월 4일~)는 대한민국의 가수이다. 2020년 싱글 《좋겠어》로 데뷔하였다.

## 음반
- 더 팬 1ROUND Part.2(2018)
- 좋겠어(2020.05.18)
- 국민가수 데스매치 PART2(2021)
- 국민가수 준결승1 라이벌전(2021)
- "그대를 사랑하는 10가지 이유"(2022.02.13, 국가단 Valentine's Day Special)
- "언제쯤..."(2022.03.02, 국가단 Special Gift)
- "하나로부터 시작된 우리"(2022.04.27, 국민가수 솔로 프로젝트)
- "반대로 걸어요"(2023.03.02)

## 방송
- 《판타스틱 듀오》 시즌2(2017) - 김연우편 Top3
- 《더 팬》(2018) - Top12(11위)
- 《싱어게인》(2020) - Top71
- 《TV조선 내일은 국민가수》(2021.10.17~2021.12.23)
- 《TV조선 국가가 부른다》(2022.02.17~)

## 공연
- 내일은 국민가수 전국투어 콘서트 '탄생!국가단' 부산(2022.03.19, 부산 벡스코)
- 내일은 국민가수 전국투어 콘서트 '탄생!국가단' 광주(2022.03.27, 광주 김대중컨벤션센터)
- 내일은 국민가수 전국투어 콘서트 '탄생!국가단' 서울(2022.04.03, 서울 잠실실내체육관)
- 내일은 국민가수 전국투어 콘서트 '탄생!국가단' 일산(2022.04.23, 일산 킨텍스)
- 내일은 국민가수 전국투어 콘서트 '탄생!국가단' 대구(2022.05.07, 대구 엑스코)
- 내일은 국민가수 전국투어 콘서트 '탄생!국가단' 창원(2022.05.15, 창원 컨벤션센터)
- 내일은 국민가수 전국투어 콘서트 '탄생!국가단' 전주(2022.05.28, 전주 한국소리문화의전당야외공연장)
- 내일은 국민가수 전국투어 콘서트 '탄생!국가단' 강릉(2022.06.18, 강원 세바스티아노스포츠센터)
- 내일은 국민가수 콘서트 '마지막 이야기' 서울앵콜(2022.07.16~2022.07.17, 서울 올림픽공원SK핸드볼경기장)